# 溪口镇 (慈利县)
溪口镇，是中华人民共和国湖南省张家界市慈利县下辖的一个乡镇级行政单位。

## 行政区划
溪口镇下辖以下地区：
新街社区、老街社区、长潭村、坪坦村、王家坪村、杜坪村、天桥村、卓家山村、湖凹村、白岩村、丁竹村、和爱村、里仁村、立功村、茅坡村、同盟村、双峪村、岗头村、云桂村、岩门村和渡坦村。